# Kensuke Tsukuda
Kensuke Tsukuda (født 28. juni 1977) er en tidligere japansk fodboldspiller.
Han har spillet for flere forskellige klubber i sin karriere, herunder Júbilo Iwata.